# La Terrasse
La Terrasse é uma comuna francesa na região administrativa de Auvérnia-Ródano-Alpes, no departamento de Isère.